# Desmodema
Desmodema es un pequeño género de peces que pertenece a la familia Trachipteridae, del orden Lampriformes. Este género marino fue descrito por primera vez en 1960 por Vladimir Walters y John Edgar Fitch.

## Especies
Clasificación del género Desmodema:
- Desmodema lorum (Rosenblatt & J. L. Butler, 1977)
- Desmodema polystictum (J. D. Ogilby, 1898)